# Djavolja varoš
Djavolja varoš (en serbi Ђавоља варош, la ciutat del diable) és una pel·lícula sèrbia del 2009 escrita i dirigida per Vladimir Paskaljević.
La pel·lícula es va estrenar el 9 de juliol de 2009 al Sava Center. La pel·lícula va participar en nombrosos festivals. Va guanyar un premi especial al Festival Internacional de Cinema de Palm Springs i el premi a la millor pel·lícula al Festival de Cinema de Trieste.
El productor de la pel·lícula és Milan Tomić de la companyia cinematogràfica MT Images Media.

## Argument
Es tracta d’una ficció d'humor fosc basada en històries reals de la vida quotidiana, i la trama de la pel·lícula abasta dues temporades, l'estiu i l'hivern. Els personatges principals d'aquesta pel·lícula són persones quotidianes: adolescents, taxistes, empresaris, prostitutes, aturats, pensionistes, magnats, artistes no realitzats, retornats de l'estranger i altres capes de la població.
Els protagonistes són persones que es guien per necessitats humanes bàsiques: instints, obsessions, ambicions, pors i frustracions. La pel·lícula s'estructura com una història múltiple dinàmica amb diversos personatges connectats els camins dels quals es creuen en un dia.
La "Jelena" vol jugar a tennis, però els seus pares no la poden ajudar. La seva "mare" és una matemàtica que es manté treballant per casa. El seu "pare" s'ha dedicat a la vida espiritual i vol fer-se monjo. "Ivana" és la millor amiga de la Jelena, juga a tennis i "la seva mare" és una rica propietària d'un bordell elegant. L'Ivana creu que la seva mare és traductora, però no sap qui és el seu pare, així que el busca a Internet. "Ciril" és el fill d'un poderós magnat, que pot comprar qualsevol cosa amb diners. La seva xicota, "Natalia" el deixa i se'n va amb un noi més gran, Boris. "Boris" va invertir tots els estalvis obtinguts a l'estranger en la construcció d'un immoble. Pensionista, un antic ginecòleg, va a un prostíbul perquè vol veure'l només una vegada més. "Taxista" va fer una llista de personatges que tenen la culpa de tot a la seva vida. "Viktor" mira tennis tot el dia i cuida del nadó, trobarà feina, si només "el nostre pot guanyar tot això". "Milos" és un treballador acomiadat injustament que busca feina desesperadament. Filomen, el seu amic ja l'ha trobat: va pensar a fer una pel·lícula sobre Djavolja varoš, i a treure diners de l'estat.

## Repartiment
- Lazar Ristovski - el taxista Rajko Zorić
- Nebojša Milovanović - Boris
- Jana Milić - Natàlia
- Uros Jovčić - Ciril
- Goran Jevtić - Filomen
- Vlasta Velisavljević - pensionista
- Igor Đorđević - Víctor
- Lena Bogdanović - Marna
- Slavko Štimac - Miloš
- Radoslav Milenkovic - Elies
- Mina Colić - Ivana
- Marija Zeljković - Jelena
- Dragan Petrović - Milko
- Dušan Jakišić - Živko
- Danica Ristovski - Zorka Rajic
- Nenad Pećinar - Mickey
- Jakov Jevtović - entrenador
- Marta Beres - Nutela